# Phlogiellus subinermis
Phlogiellus subinermis là một loài nhện trong họ Theraphosidae.
Loài này thuộc chi Phlogiellus. Phlogiellus subinermis được miêu tả năm 1934 bởi Giltay.